# 伏羲台遗址

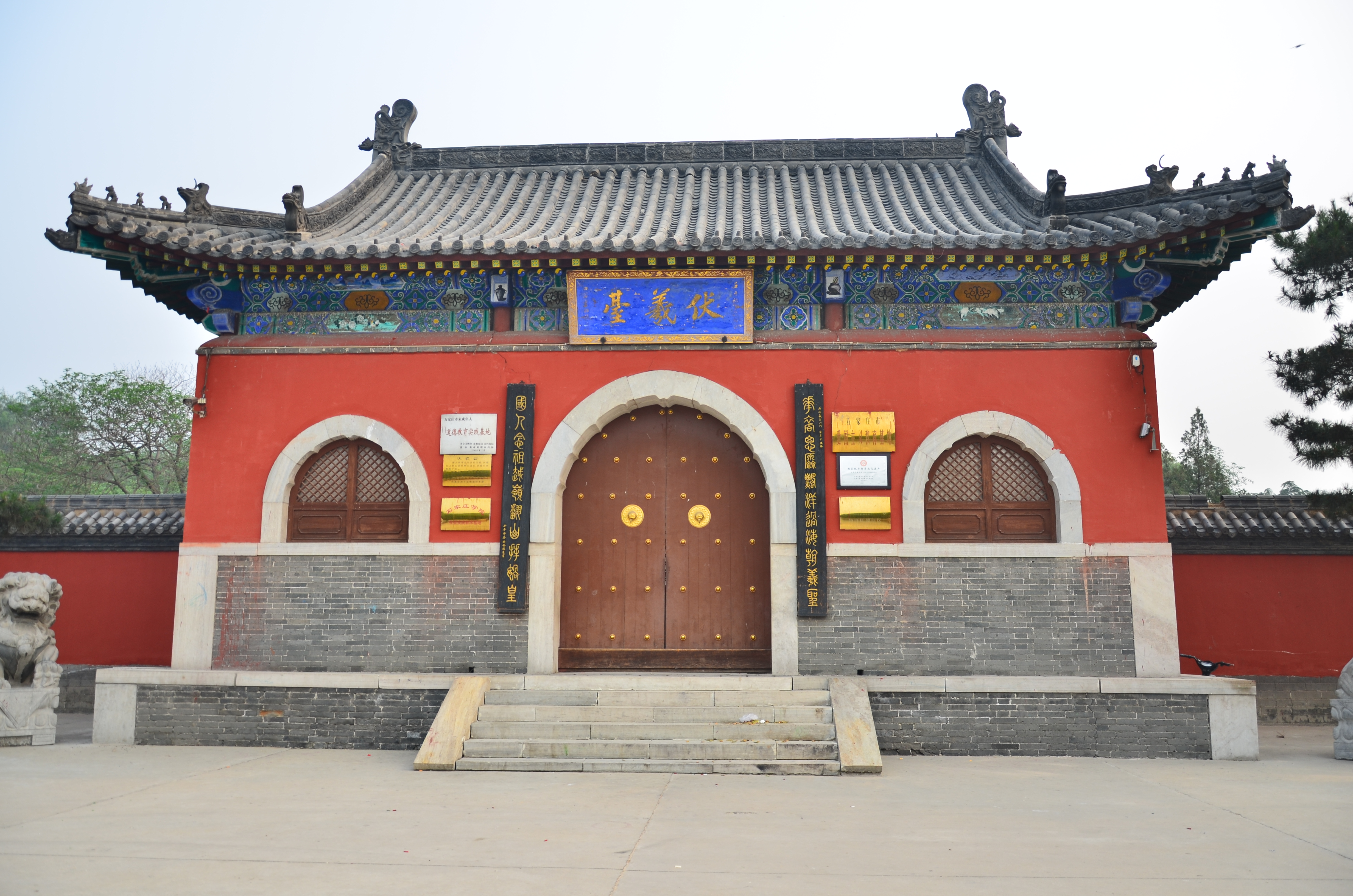

伏羲台遗址，位于中国河北省石家庄市古城村，为石家庄市新乐市的一个全国重点文物保护单位，总占地面积151875平方米，类型为古遗址，公布时间为2013年5月。
伏羲台由上下三层台罗叠而成，台高9.3米，第三层台呈不等边八角形，名八卦台。其主体建筑自南向北排列在一条中轴线上，有山门、六佐殿、龙师殿、寝宫，中轴线两侧有华胥庙、钟鼓二亭，主体建筑龙师殿、寝宫、六佐殿始建于商周。台上有历代石碑刻、槐抱椿、槐抱槐、阴阳柏等景观。
伏羲台遗址的历史年代为战国、汉。